# Matéria exótica
Em Física, matéria exótica é um termo que se refere à matéria que, de alguma forma, se desvia da norma, apresentando propriedades "exóticas" que violam as leis da física, como por exemplo uma partícula que tenha massa negativa ou partículas cujas propriedades sejam compreendidas de forma incompleta pela ciência, como as da matéria escura.

## Variação de conceito
O termo pode ser aplicado para se referir a diferentes conceitos.
- Partículas hipotéticas que teriam propriedades físicas "exóticas" que violariam as leis físicas, como uma partícula que teria massa negativa.
- Partículas hipotéticas ainda não encontradas, como os bariões exóticos, cujas propriedades estariam no domínio da do paradigma físico atual caso tivessem sido descobertos. Tem-se especulado que pelo fim do século XXI poderia ser possível, utilizando femtotecnologia produzir elementos químicos compostos de bariões exóticos que poderiam,eventualmente, constituir uma nova tabela periódica em que os elementos químicos teriam propriedades completamente diferentes das dos elementos conhecidos.[2]
- Estados da matéria que não é comum encontrar, como o Condensado de Bose-Einstein ou plasma de quarks e gluões, mas cujas propriedades inserem-se perfeitamente no domínio do atual paradigma físico.
- Estados da matéria cujas propriedades são atualmente deficientemente compreendidas pela ciência, como as da matéria escura.

## Massa negativa
A massa negativa teria algumas propriedades particularmente estranhas, como a desacelerar na direção oposta à da força aplicada. Por exemplo, um objeto com massa inercial negativa e carga elétrica positiva afastar-se-ia de objetos com carga negativa, e aproximar-se-ia de objetos com cargas positivas, ou seja, o oposto da regra clássica segundo a qual cargas do mesmo sinal repelem-se e cargas de sinal oposto atraem-se. Este comportamento tem resultados que nos parecem bizarros: por exemplo, um gás que contenha uma mistura de partículas de matéria positiva e negativa levaria a que a porção de matéria positiva aumentasse ilimitadamente de temperatura. Por seu lado, a porção de matéria negativa ganharia temperaturas negativas à mesma velocidade, mantendo o equilíbrio.
Ainda que totalmente inconsistente com o senso comum e o comportamento expectável da matéria dita "normal", a massa negativa é plenamente consistente do ponto de vista matemático e não implica qualquer violação da conservação do momentum ou da  energia. O conceito é utilizado em certas teorias especulativas, como as que se referem à construção de buracos de minhoca. No domínio da realidade conhecida, o que mais se aproxima de tais características exóticas é a região de pseudo-densidade de pressão negativa resultante do efeito Casimir.

## Massa imaginária
Uma partícula com massa de repouso imaginário superaria sempre a velocidade da luz. Estas possíveis partículas, cuja existência jamais foi confirmada, designam-se de taquiões.
{\displaystyle E={\frac {mc^{2}}{\sqrt {1-v^{2}/c^{2}}}}}
Se a massa de repouso é imaginária, então o denominador deverá ser imaginário já que o total da energia tem de ser um número real. Portanto, a quantidade sob a raiz quadrada tem de ser negativa, o que só pode acontecer se v (a velocidade) for mais elevada que a velocidade da luz, c. Como foi notado por Gregory Benford, entre outros, a relatividade especial implica que os taquiões, supondo que existam, pudessem ser utilizados para comunicar com o passado (antitelefone taquiónico).
Na Teoria quântica de campos, a massa imaginária poderia induzir a condensação de taquiões.